# 十余三東雲の丘
十余三東雲の丘（とよみしののめのおか）は、千葉県成田市十余三に位置する公園である。

## 概要
成田国際空港のB滑走路北端（16L）付近に位置する。公園の展望デッキからは、滑走路を離着陸する飛行機を間近で見学する事が出来る。B滑走路を離着陸する飛行機を間近で見学する事が出来る。そのため、家族連れや航空ファンが訪れ、発着の見学や航空機の撮影、スポッティングが行われる。
元々は、B滑走路の北側延伸に伴う防音堤である。
「東雲の丘」の名称は、地元の成田市立東小学校の生徒が考えた。東雲の東は、小学校の名前にある「東」にちなんでいる。

## 沿革
- 2010年（平成22年）4月1日 - 供用開始。

## 施設概要

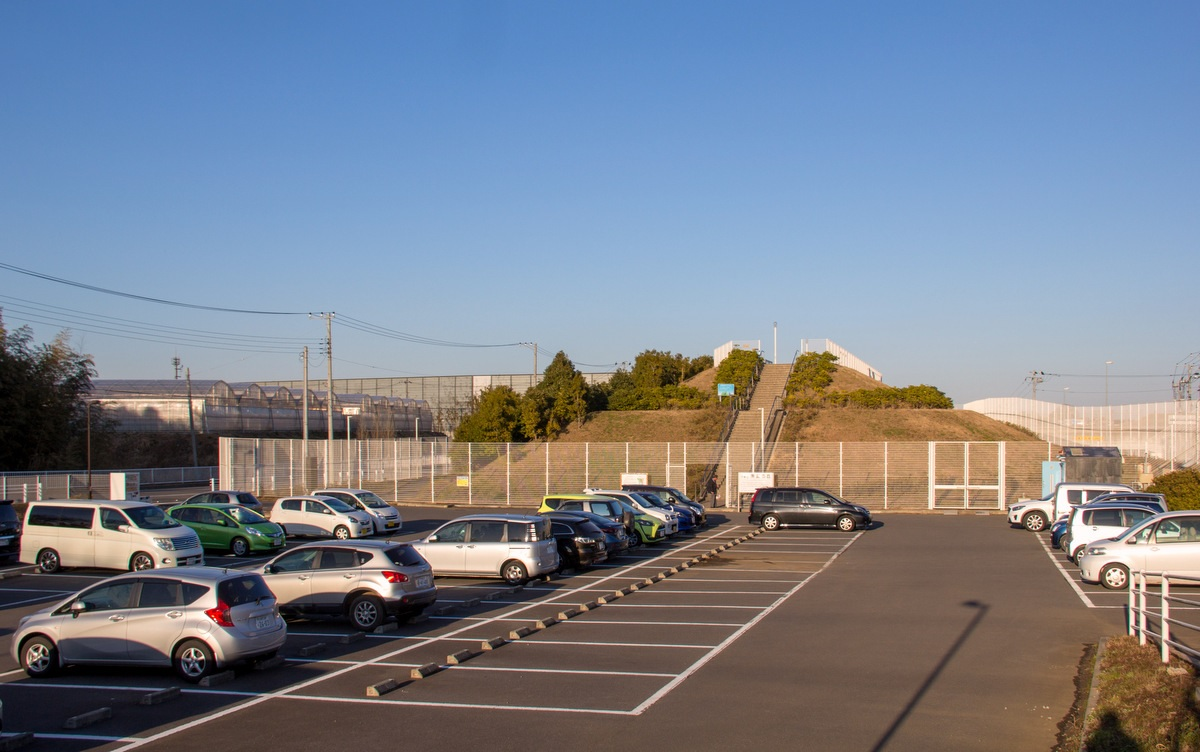
駐車場

- 所在地 - 〒286-0101 千葉県成田市十余三字四本木71
- 主な設備 
  - 駐車場63台（無料）
  - ベンチ
  - 展望デッキ
  - 照明設備灯
  - 簡易トイレ
- 供用開始日 - 2010年4月1日

## 利用時間
- 午前7時～午後10時

## アクセス
- 国道51号線沿い。
- 千葉交通バス吉岡線（成田営業所）「四本木」バス停下車。